# Фабиева тактика
Фабиева тактика (англ. Fabian tactics) или Фабиева стратегия (англ. Fabian strategy) — разновидность военной тактики (стратегии), главной целью которой является сознательное уклонение от прямого столкновения главных сил армии с войсками противника путём постоянных манёвров, нанесение внезапных небольших ударов, приводящих постепенно противника к ведению войны на истощение. Получила своё название в честь древнеримского диктатора и полководца Квинта Фабия Максима, применявшего её во время Второй Пунической войны.
Избегая генерального сражения с войсками противника, силы, действующие по стратегии Фабия, постоянно наносят короткие и быстрые удары, стараясь побыстрее вывести противника из равновесия, разрушить его моральный и боевой дух и, главное, выиграть время для сосредоточения своих сил и подготовки к битве.